# Ilja Sawieljew
Ilja Jewgienjewicz Sawieljew (ros. Илья Евгеньевич Савельев, ur. 10 czerwca 1971 w Moskwie) – rosyjski siatkarz, reprezentant Rosji, medalista igrzysk olimpijskich, mistrzostw świata, mistrzostw Europy i Ligi Światowej.

## Życiorys
Sawieljew grał w reprezentacji Rosji w latach 1993-2002. W tym czasie zdobył brąz mistrzostw Europy 1993 w Finlandii, dwukrotnie zajmował 2. miejsce w lidze światowej w 1993 i 2000 oraz tryumfował podczas pucharu świata 1993 w Japonii. Reprezentował Rosję na Letnich Igrzyskach Olimpijskich 2000 w Sydney. Zagrał wówczas we wszystkich meczach turnieju, w tym w przegranym pojedynku finałowym z Jugosławią. Wraz z drużyną narodową zajął 3. miejsce w lidze światowej 2001.
W latach 1988–1994 Sawieljew był zawodnikiem klubu CSKA Moskwa, z którym w 1993 wywalczył wicemistrzostwo Rosji. Następnie grał we włoskich zespołach Pallavolo Parma (do 1995) i Pallavolo Ferrara (do 1997) oraz japońskim Sumitomo Metal Girasoru. W 1998 powrócił do Parmy. Od 2000 do 2005 występował japońskim klubie JT Thunders, a od 2006 w rosyjskim Fakieł Nowy Urengoj. Karierę sportową zakończył w 2008.
Za osiągnięcia sportowe został w 1999 wyróżniony tytułem Zasłużony Mistrz Sportu Rosji.
Pracował jako dyrektor sportowy w męskim klubie siatkarskim Ural Ufa.